# Thea Prandi
Pour les articles homonymes, voir Prandi.
Thea Prandi, née Enrichetta Thea Prandi le 25 novembre 1925 à Alba (Piémont) et morte le 8 juin 1961 à Rome (Latium), est une chanteuse, actrice et animatrice de télévision (« soubrette ») italienne active entre les années 1940 et 1950.
Prandi a chanté dans les émissions radiophoniques de l'Ente Italiano per le Audizioni Radiofoniche (EIAR) en tant que membre du Trio Primavera avec Isa Bellini et Wilma Mangini. Après s'être retirée du monde du spectacle, elle a travaillé comme administratrice du Teatro San Ferdinando à Naples.

## Biographie

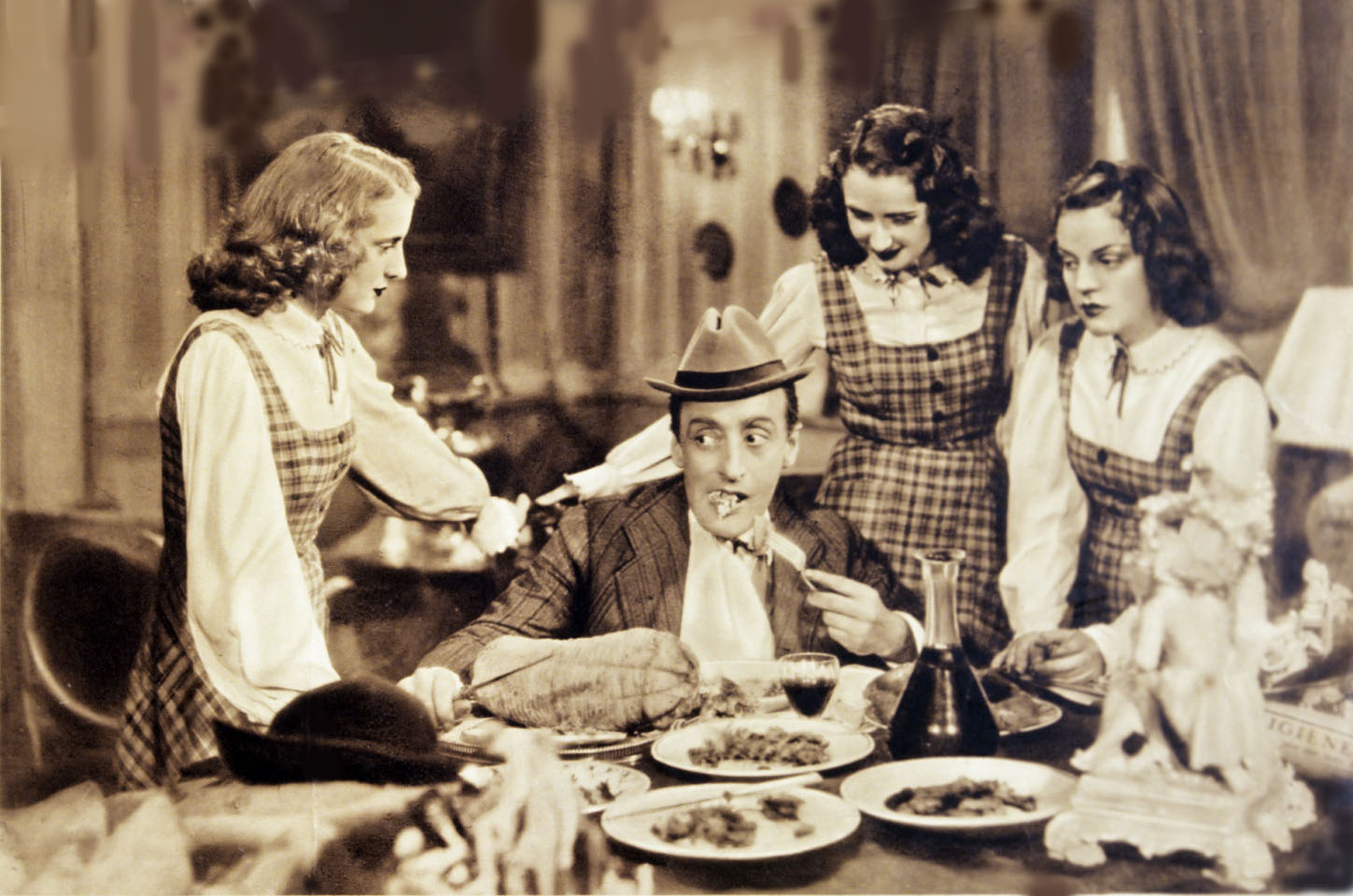
Wilma Mangini, Thea Prandi et Isa Bellini entourant Totò dans L'allegro fantasma (1941).

Ancienne soubrette au Teatro dei Fiorentini de Naples, elle épouse civilement Eduardo De Filippo à Turin le 2 janvier 1956, après que le tribunal de la capitale de la Campanie a validé l'annulation de son mariage avec Dorothy Pennington, prononcée par le tribunal de la République de Saint-Marin en 1952.
Eduardo De Filippo l'avait rencontré en 1947 au Teatro Eliseo et elle et Eduardo se sont séparés en décembre 1959. Deux enfants sont nés de l'union avec l'acteur-comédien : Luca, qui deviendra lui aussi acteur, et Luisa, dite « Luisella » (1949-1960), qui mourra d'une hémorragie cérébrale au Mont Terminillo alors qu'elle n'avait que 11 ans.
Avec Isa Bellini et Wilma Mangini, elle fait partie du Trio Primavera, un groupe de chanteuses formé au sein de l'EIAR sur le modèle du Trio Lescano, plus célèbre. Le groupe est appelé en 1941 pour animer les interventions chantées dans le film L'allegro fantasma avec Totò et dans le film Una famiglia impossibile de Carlo Ludovico Bragaglia, l'un des précurseurs des futurs musicarelli.
On se souvient également d'elle comme narratrice du film Napoletani a Milano.
Elle meurt des suites d'un cancer de l'utérus le 8 juin 1961.

## Filmographie
- 1940 : Una famiglia impossibile de Carlo Ludovico Bragaglia : Nerina Bartolla
- 1941 : L'allegro fantasma d'Amleto Palermi : Lilli (en tant que membre du Trio Primavera)
- 1953 : Napoletani a Milano d'Eduardo De Filippo (voix hors champ)